# Endlicheria ruforamula
Endlicheria ruforamula là loài thực vật có hoa trong họ Nguyệt quế. Loài này được Chanderb. mô tả khoa học đầu tiên năm 2004.